# Albert Mahaut
Pour les articles homonymes, voir Mahaut (homonymie).
Albert Mahaut est un organiste, pédagogue et compositeur français né le 13 février 1867 à Saint-Léger-des-Vignes et mort le 19 mars 1943 à Rennes.

## Biographie
Jean Baptiste Albert Mahaut naît le 13 février 1867 à Saint-Léger-des-Vignes (Nièvre), en Bourgogne,,.
À partir de 1876, il est élève de l'Institution des jeunes aveugles de Paris, où il travaille l'orgue avec Louis Lebel.
Mahaut achève ensuite ses études musicales au Conservatoire de Paris, où il est élève de César Franck. Il obtient au Conservatoire un premier prix en 1889,.
Entre 1889 et 1924, il est professeur d'harmonie à l'Institut des jeunes aveugles,.
Comme interprète, il est organiste de l'église Saint-Pierre de Montrouge à partir de 1892, puis organiste de l'église Saint-Vincent-de-Paul à compter de1897. Il est surtout un ardent défenseur des œuvres pour orgue de son maître, César Franck, qu'il donne lors de concerts très suivis, notamment au Trocadéro en 1898 et en 1899,.
Il s'illustre peu comme compositeur mais est en revanche très investi dans la défense de la cause des non-voyants. Il est membre du conseil d'administration de l'Association Valentin-Haüy, puis vice-président. Il est nommé chevalier de la Légion d'honneur pour son action en faveur des aveugles,,.
Albert Mahaut donne des conférences et des concerts à travers la France et l'Europe.
Comme auteur, il a publié plusieurs livres, un consacré à l'œuvre d'orgue de César Franck (1905) et deux de spiritualité, L'Homme d'aujourd’hui rend-il gloire à Dieu ? et Le Chrétien, homme d’action,.
Il meurt le 19 mars 1943 à Rennes.